# Torsten Schmidt (Leichtathlet)
Torsten Schmidt (* 9. Dezember 1974 in Rostock) ist ein ehemaliger deutscher Diskuswerfer.

## Biografie
Torsten Schmidt gewann bei den Deutschen Meisterschaften einmal eine Silbermedaille und dreimal eine Bronzemedaille.
Bei den Olympischen Spielen 2004 in Athen belegte er den neunten Rang.